# Wells Fargo Arena (Des Moines)
Das Wells Fargo Arena ist eine Mehrzweckhalle in der US-amerikanischen Stadt Des Moines im Bundesstaat Iowa. 

## Geschichte
Die 2005 eröffnete Mehrzweckarena bietet maximal 16.980 Plätze und ist nach der Bank- und Finanzdienstleistungsunternehmen Wells Fargo benannt. Ausgestattet ist die Halle mit 36 Suiten, 20 V.I.P.-Logen, 600 Club-Sitzen und einem Restaurant namens The Principal River’s Edge mit 180 Plätzen. Die Wells Fargo Arena ist Teil des Iowa Event Center, zu dem noch die Ausstellungshalle Hy-Vee Hall, das 1955 eingeweihte Veterans Memorial Auditorium mit 11.227 Plätzen sowie der Polk County Convention Complex gehören. Hauptsächlich wird der Bau für Sportveranstaltungen und Konzerte genutzt. Die Betreibergesellschaft Spectra Venue Management (zuvor Global Spectrum) betreibt auch das Wells Fargo Center (zuvor: Wachovia Center) in Philadelphia.
Die Halle wurde am 12. Juli 2005 feierlich eröffnet. Die erste Veranstaltung in der Wells Fargo Arena fand am 14. Juli 2005 mit dem  Tony Hawk's Boom-Boom Huck Jam statt. Das erste Konzert gaben Tom Petty & the Heartbreakers am 18. Juli 2005 zusammen mit den Black Crowes.
Die Arena war von 2005 bis 2009 die Heimat der Iowa Stars und deren Nachfolger Iowa Chops aus der American Hockey League (AHL). 2007 kam das Basketballteam der Iowa Wolves (NBA G-League) hinzu. 2008 zogen die Iowa Barnstormers der Arena Football League (AFL) vom Veterans Memorial Auditorium in die größere Halle um. Die Wrestling-Liga WWE war mit mehreren ihrer Veranstaltungen wie SmackDown!, RAW oder ECW zu Gast.

## Konzerte
Auswahl
- Elton John
- Britney Spears (The Circus Starring: Britney Spears)
- George Strait
- Reba McEntire
- AC/DC
- Nickelback
- Kenny Chesney
- Miley Cyrus
- Keith Urban
- Taylor Swift
- Shawn Johnson and Friends: An Evening of Music, Dance and Shawn